# Éruption de l'Eyjafjöll en 1821
L'éruption de l'Eyjafjöll en 1821 est une éruption volcanique qui s'est déroulée du 19 décembre 1821 au 1er janvier 1823 sur l'Eyjafjöll, un volcan du Sud de l'Islande. De relativement faible ampleur, cette éruption volcanique n'est que la troisième connue de ce volcan et pourrait être à l'origine de celle du Katla voisin quelques mois plus tard.

## Contexte

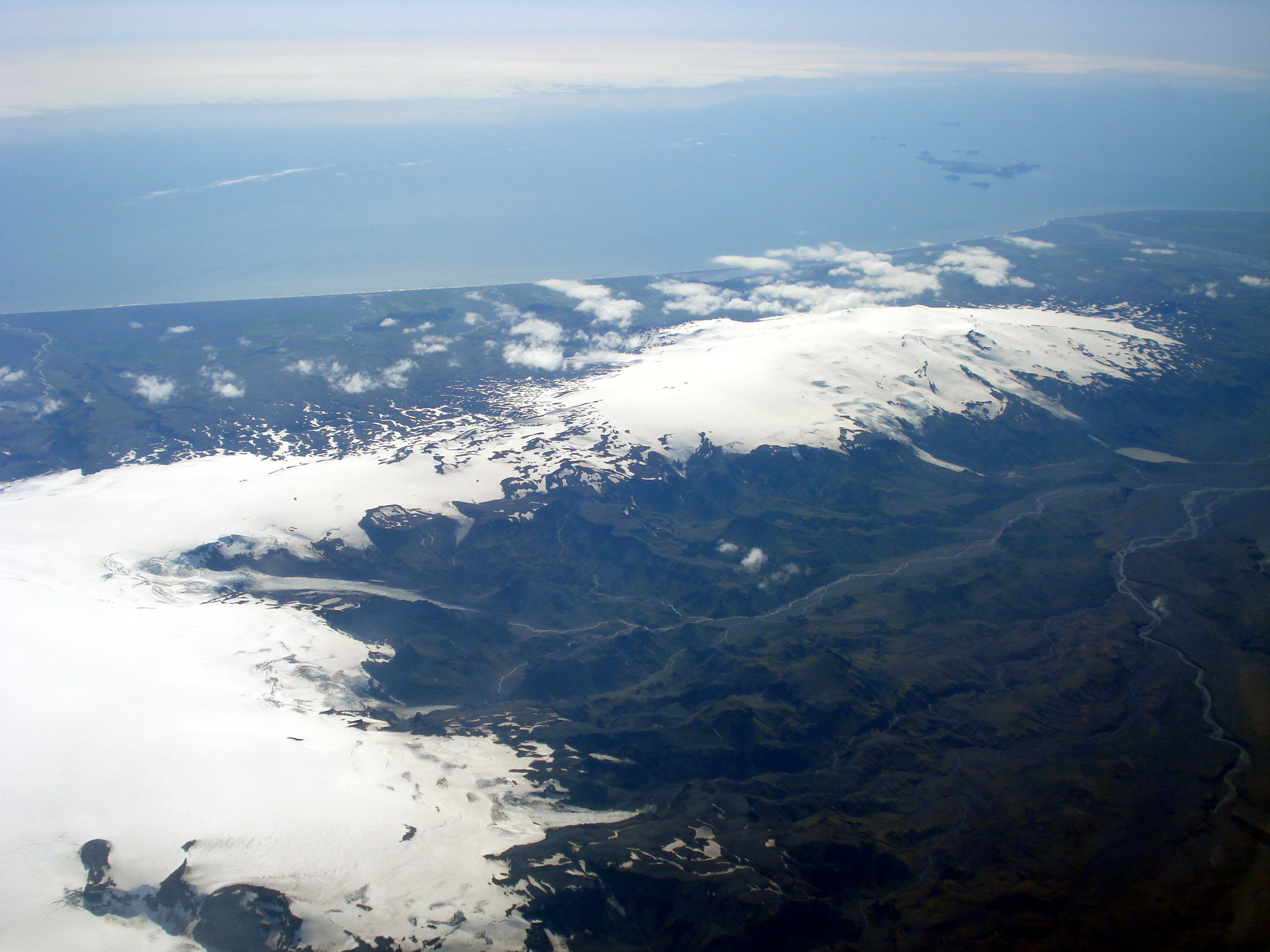
Vue aérienne de l'Eyjafjallajökull (à droite) avec le Mýrdalsjökull (à gauche) et les îles Vestmann (en haut à droite) en 2009.

L'Eyjafjöll est un volcan du Sud de l'Islande constitué d'une montagne culminant à 1 666 mètres d'altitude et recouverte d'une calotte glaciaire, l'Eyjafjallajökull,. Ce volcan est relativement peu actif car seules deux éruptions lui sont alors attribuées lorsqu'il entre en éruption. La précédente éruption s'étant produite en 1612, c'est donc après une période de repos de 209 ans que le volcan se réveille à la fin 1821.

## Déroulement
L'éruption se déclare le 19 décembre 1821 au sommet de l'Eyjafjöll, dans la caldeira sommitale de deux kilomètres et demi de diamètre recouverte par la calotte glaciaire de l'Eyjafjallajökull,,. Des explosions phréatiques d'indice d'explosivité volcanique de 2 perçant le glacier sont les signes visibles que de la lave est émise au cours d'une éruption sous-glaciaire. L'éruption prend fin le 1er janvier 1823 après plus d'un an d'activité. Au total, quatre millions de mètres cubes de téphras et de cendres volcaniques trachy-dacitique seront émis au cours de l'éruption.
Pendant toute la durée de l'éruption, des chutes de cendres et de téphras se produisent dans les environs du volcan et notamment vers le sud et l'ouest[réf. nécessaire]. Des jökulhlaups, des inondations glaciaires subites et dévastatrices, se produisent à plusieurs reprises. Ces inondations sont provoquées par la fonte partielle de l'Eyjafjallajökull et sont émises via la langue glaciaire de Gígjökull en direction du nord puis rejoignent l'océan Atlantique via la Markarfljót. Le débit maximal de ces inondations se situe entre 10 000 et 30 000 m3/s. Elles atteignent le front glaciaire du Gígjökull de 15 à 30 minutes après leur déclenchement dans la caldeira. Une seule inondation de faible ampleur au débit maximal compris entre 3 000 et 10 000 m3/s se déclenchera sur le flanc méridional de l'Eyjafjöll.

## Conséquences
L'éruption ne fait que quelques dégâts avec les jökulhlaups et les retombées de cendres volcaniques contenant de fortes teneurs de fluorures, qui peuvent avoir à forte dose une influence négative sur la structure osseuse des mammifères[réf. nécessaire].
Lorsque l'éruption se termine, une partie du magma trachy-dacitique reste présent à environ un kilomètre de profondeur sous le volcan. Ce réservoir liquide se mélangera à un autre magma se frayant un passage vers la surface entre décembre 2009 et mars 2010 pour alimenter en lave la seconde phase éruptive de l'éruption de l'Eyjafjöll en 2010.
Cette éruption de l'Eyjafjöll pourrait aussi être à l'origine de l'entrée en éruption du Katla quelques mois plus tard, les deux volcans étant considérés comme liés,. Ainsi, alors que le Katla n'est pas entré en éruption depuis 1756, la lave y fait son apparition le 26 juin 1823 soit six mois après la fin de l'éruption de l'Eyjafjöll.